# Hendrik Noteman

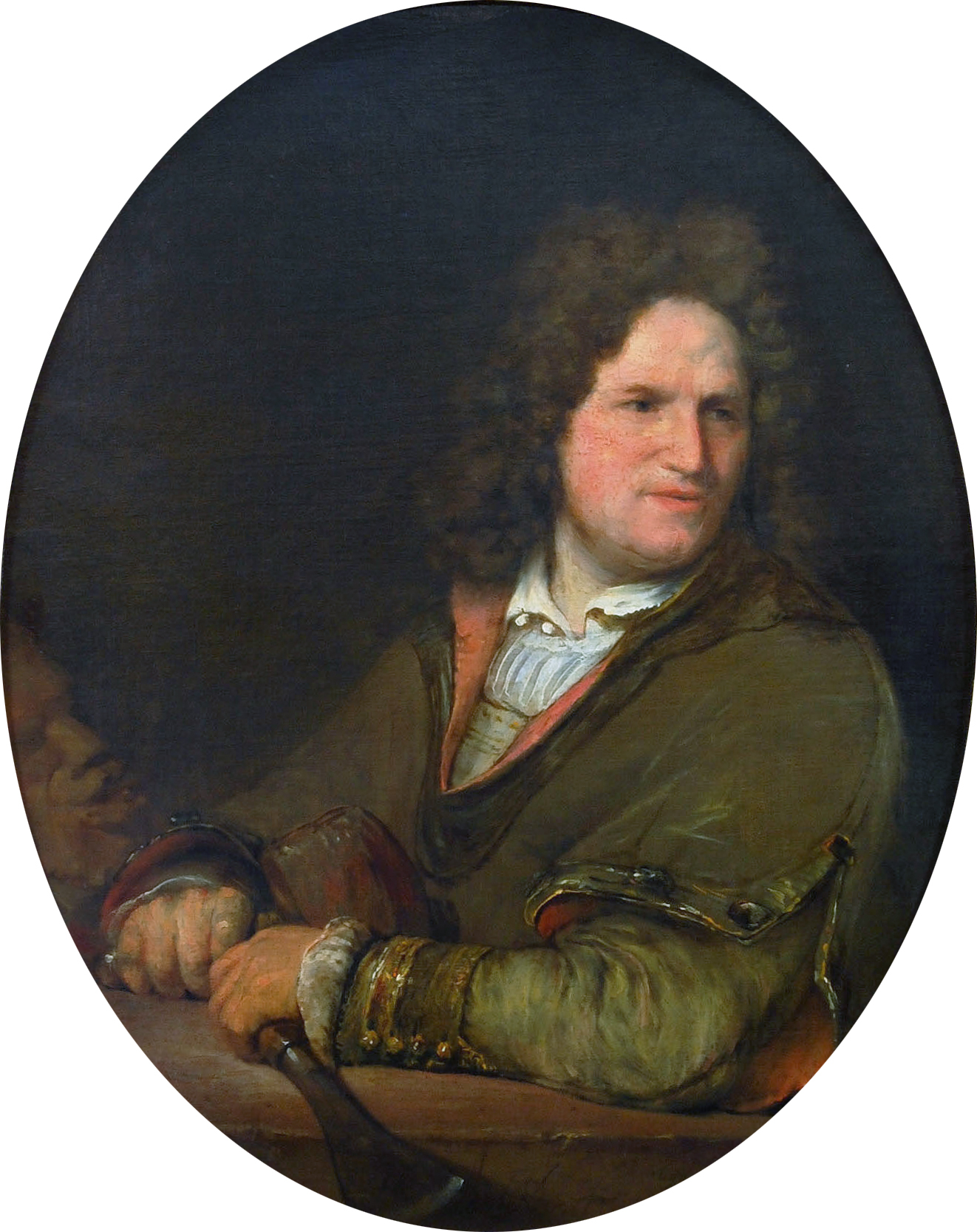
Hendrik Noteman, portret uit 1698 door Arent de Gelder, in bezit van het Dordrechts Museum. In zijn hand heeft hij een beitel, op de achtergrond is een gebeeldhouwd hoofd te zien.

Hendrik Noteman (ook gespeld als Hendrick Nootemans; gedoopt Dordrecht, 16 april 1657 – overleden aldaar, 4 mei 1734) was een Nederlands beeldhouwer en houtsnijder.
Noteman, gedoopt als Henrik, was de zoon van Nicolaas (Klaas) Noteman en Neeltje Klaesdochter, en afkomstig uit een voornaam burgergeslacht. Hij had een oudere zus Tonia en een oudere broer die ook Nicolaas heette. Rond 1700 woonde Hendrik in Amsterdam, waar hij bevriend was met verschillende kunstschilders.
Hij maakte vooral wapenborden, waarvan een aantal in kerken in Dordrecht gehangen heeft. Daarnaast vervaadigde hij bustes en beeldjes. Ook boetseerde hij, met name kinderen en dieren. Verder maakte hij snijwerk voor meubels. Een bekend ontwerp is een wandtafel die zich in een museum in Haarlem bevindt, het ontwerp van dit meubel is te zien in het Dordrechts Museum. Het is mogelijk dat hij ook houten schilderijlijsten gesneden heeft.
Noteman is geportretteerd door Arent de Gelder in 1698, door Adriaan van der Burg in 1731. Er is nog een klein portretje, waarschijnlijk van de hand van Arnold Houbraken. Van het portret door De Gelder is later een print gemaakt door Jacob Gole. Een van deze prints bevindt zich in het British Museum.

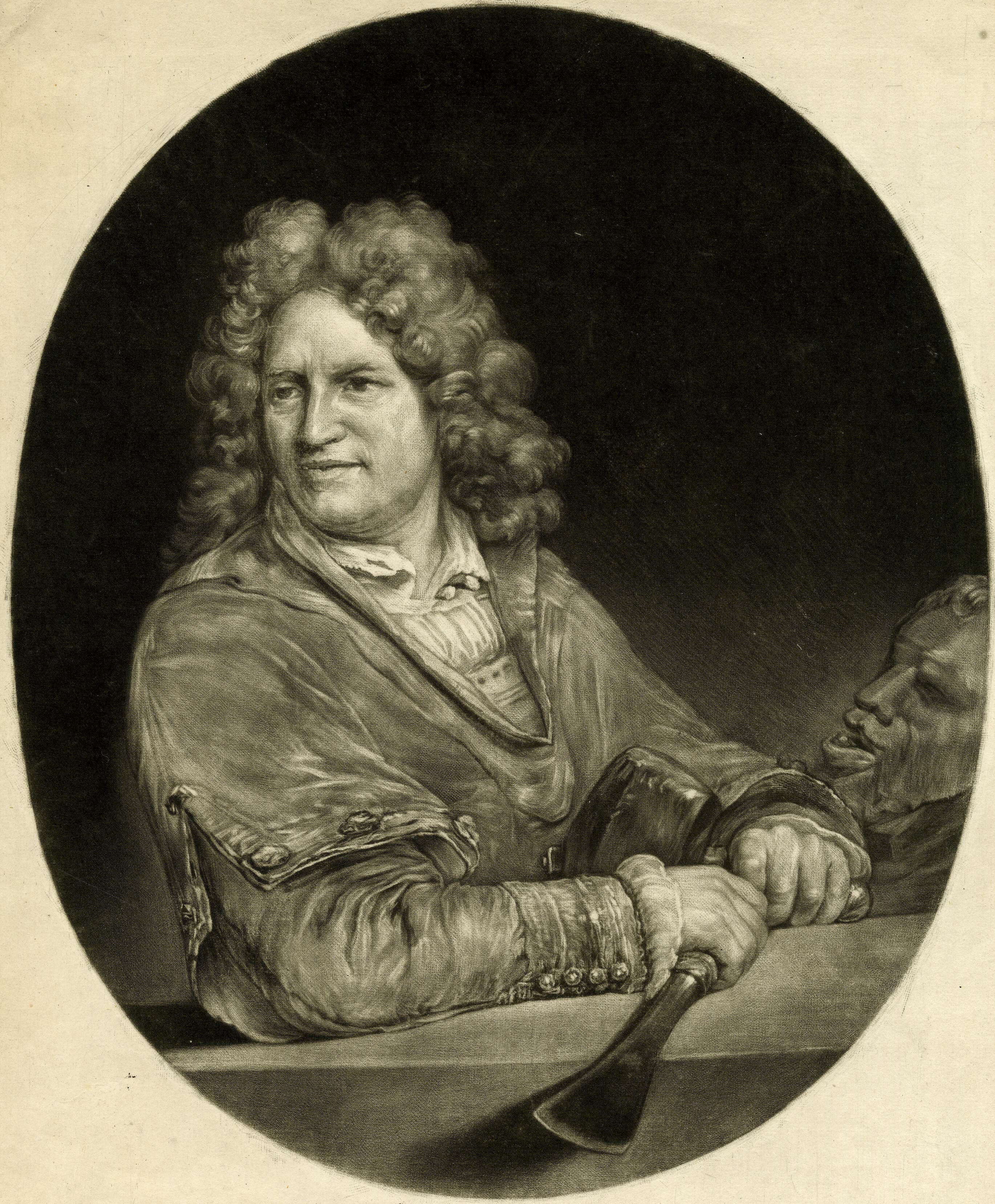
De print van Jacob Gole
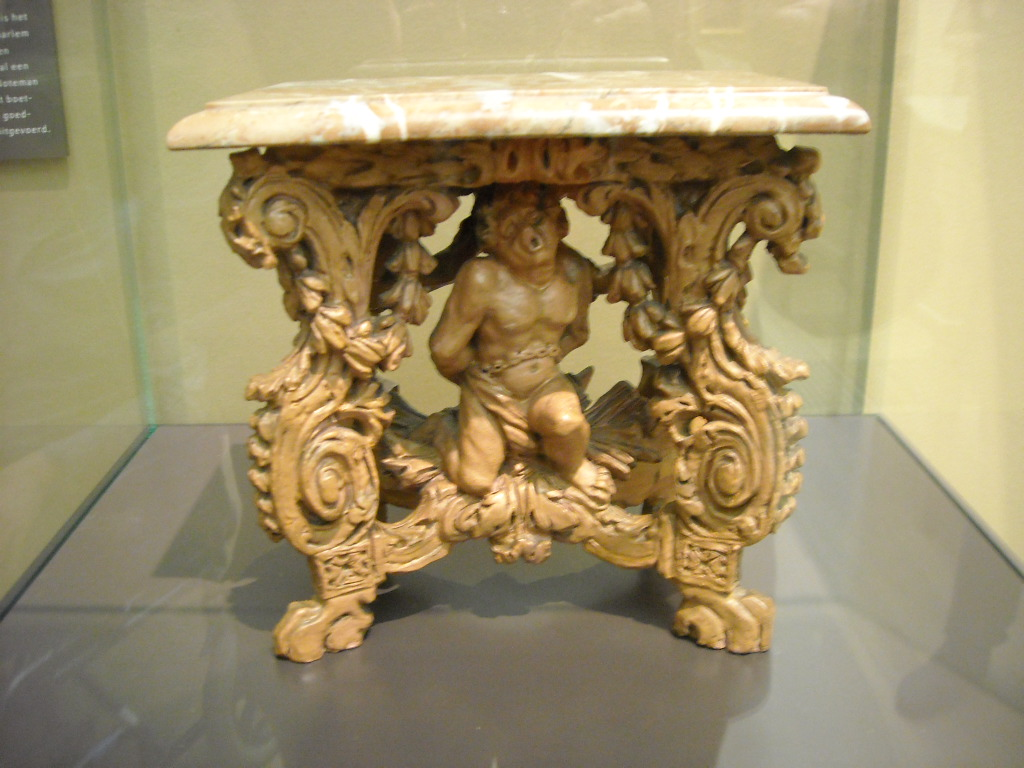
Ontwerp van een wandtafel

- Biografisch Portaal: 01494519
- Digitale Bibliotheek voor de Nederlandse Letteren: note006
- RKD-Nederlands Instituut voor Kunstgeschiedenis: 345696